# USS Cushing (DD-376)
Pour les autres navires du même nom, voir USS Cushing.
L'USS Cushing (DD-376) est un destroyer de classe Mahan en service dans l'US Navy pendant la Seconde Guerre mondiale. Il fut baptisé sous le nom de William B. Cushing (en), un Commander de l'US Navy.
Sa quille est posée le 15 août 1934 au chantier naval de Puget Sound à Bremerton (État de Washington). Il est lancé le 31 décembre 1935, parrainé par Mlle K. A. Cushing, fille du commandant Cushing ; et mis en service dans l'US Pacific Fleet le 28 août 1936, sous le commandement du Commander E. T. Short.

## Historique
Affecté dans le Pacifique, le destroyer partage son temps de paix entre San Diego, les eaux hawaïennes et les Caraïbes où il effectue exercices et manœuvres.
Lorsque les japonais attaquent Pearl Harbor le 7 décembre 1941, le destroyer est en carénage au Mare Island Navy Yard. Il quitte San Francisco le 17 décembre 1941 en escorte d'un convoi, le Cushing assurant cette mission jusqu'au 13 janvier 1942. Il assure ensuite des missions de patrouilles anti-sous-marines au large des îles Midway du 18 janvier au 2 février, avant de regagner San Francisco pour assurer au sein de la Task Force 1 la protection de la côte californienne. 
Le 1er août 1942, il appareille de San Francisco pour Pearl Harbor afin de s’entraîner en vue de l'opération Watchtower. Le débarquement terminé, il va assurer des missions de transport et d'escorte jusqu'en novembre 1942. Il participe au passage à la bataille des îles Santa Cruz le 26 octobre puis à la bataille navale de Guadalcanal dans la nuit du 12 au 13 novembre au cours duquel il est sévèrement endommagé, avant de couler dans la journée du 13 novembre 1942. Soixante-dix hommes sont tués ou portés disparus dans le naufrage.

## Décorations
Le Cushing a reçu trois Service star pour son service pendant la Seconde Guerre mondiale.